# Retiniphyllum maguirei
Retiniphyllum maguirei är en måreväxtart som beskrevs av Paul Carpenter Standley. Retiniphyllum maguirei ingår i släktet Retiniphyllum och familjen måreväxter.

## Underarter
Arten delas in i följande underarter:
- R. m. maguirei
- R. m. reticulatum